# 集団認知療法
集団認知療法（しゅうだんにんちりょうほう）とは、認知療法（Cognitive Therapy）を集団形式で行うものであり、心理教育、社会的スキルの向上、否定的な考え方の修正、快適な活動の向上、リラクゼーション法訓練などを行うものである。多くは決められた回数や期間、決められた目的に対して主に医療・教育・福祉・司法領域などさまざまな分野において提供することのできる短期集団精神療法の一種である。

## 構造
通常1～3名程度のリーダー（集団認知行動療法を提供する人）に対し、参加者は小規模のものであれば2～5名程度、大規模なものでは数十名を対象にして行われる。1セッションの時間についてはさまざまであり30～120分と幅広い。頻度も月に1回行われるものから、数回行われるものまである。回数についても1クールあたり5～12回である。また、ある一定の人数の参加者が集まり集団認知療法を始めた後に、新しい参加者を受け入れないクローズド・グループと、途中からも新しい参加者を受け入れるオープン・グループに分けられる。これらの構造は、対象者や目標に応じて設定するとよいとされている。

## 集団で実施することのメリットと限界
1. 参加者1人あたりに要する時間と費用を削減できる可能性があること
2. 参加者同士の助け合いを促す機会を与えられること

などがある。また、同じ境遇でがんばっている仲間と出会うことができるのも魅力のひとつである。さらに、仲間に刺激されて治療意欲が高まる、客観的な視点が養われるなどの効果が期待できる。一方、集団では、個人の問題にあわせることに限界がある。

## 適用
統合失調症、うつ病、強迫性障害に対して効果があることが多くの介入研究から示されている。物質使用障害については一貫した報告がされていない。